# Joaquim Dos Santos
Joaquim Aranha Dos Santos (Lisbona, 22 luglio 1977) è un animatore, regista, produttore cinematografico e sceneggiatore portoghese.

## Biografia
Joaquim Dos Santos è nato a Lisbona, in Portogallo, e si è trasferito negli Stati Uniti d'America quando aveva quattro anni. Dal 2001 al 2004, ha lavorato come animatore per la serie animata Justice League. Successivamente, ha diretto 20 episodi della serie Justice League Unlimited. Ha anche diretto alcuni episodi di Avatar - La leggenda di Aang e G.I. Joe: Resolute, La leggenda di Korra e Voltron: Legendary Defender. Nel 2010, ha diretto il cortometraggio DC Showcase: The Spectre. Nel 2023, ha diretto insieme a Kemp Powers e Justin K. Thompson Spider-Man: Across the Spider-Verse, sequel del film del 2018 Spider-Man - Un nuovo universo.

## Filmografia

### Animatore

#### Televisione
- Avatar - La leggenda di Aang (Avatar: The Last Airbender) - serie animata, episodio 2x15 (2006)
- G.I. Joe: Resolute - serie animata, 11 episodi (2009)
- La leggenda di Korra (The Legend of Korra) - serie animata, 36 episodi (2012-2014)
- Invincible - serie animata, episodio 1x01 (2021)
- La leggenda di Vox Machina (The Legend of Vox Machina) - serie animata, 22 episodi (2022-2023)

#### Cortometraggi
- DC Showcase: The Spectre, regia di Joaquim Dos Santos (2010)
- DC Showcase: Jonah Hex, regia di Joaquim Dos Santos (2010)
- DC Showcase: Green Arrow, regia di Joaquim Dos Santos (2010)
- Superman/Shazam!: The Return of Black Adam, regia di Joaquim Dos Santos (2010)

### Regista

#### Cinema
- Spider-Man: Across the Spider-Verse, co-regia con Kemp Powers e Justin K. Thompson (2023)

#### Televisione
- Justice League Unlimited - serie animata, 20 episodi (2004-2006)
- Avatar - La leggenda di Aang (Avatar: The Last Airbender) - serie animata, 8 episodi (2007-2008)
- G.I. Joe: Resolute - serie animata, 11 episodi (2009)
- La leggenda di Korra (The Legend of Korra) - serie animata, 12 episodi (2012)
- Voltron: Legendary Defender - serie animata, 2 episodi (2016)

#### Cortometraggi
- DC Showcase: The Spectre (2010)
- DC Showcase: Jonah Hex (2010)
- DC Showcase: Green Arrow (2010)
- Superman/Shazam!: The Return of Black Adam (2010)

### Produttore

#### Televisione
- La leggenda di Korra (The Legend of Korra) - serie animata, 52 episodi (2012-2014)
- Voltron: Legendary Defender - serie animata, 76 episodi (2016-2018)

#### Cortometraggi
- DC Showcase: The Spectre, regia di Joaquim Dos Santos (2010)
- DC Showcase: Jonah Hex, regia di Joaquim Dos Santos (2010)
- DC Showcase: Green Arrow, regia di Joaquim Dos Santos (2010)
- Superman/Shazam!: The Return of Black Adam, regia di Joaquim Dos Santos (2010)

### Sceneggiatore
- Voltron: Legendary Defender - serie animata, 2 episodi (2018)

### Scenografo

#### Film
- Superman: Doomsday - Il giorno del giudizio (Superman: Doomsday), regia di Bruce Timm, Lauren Montgomery e Brandon Vietti (2007)
- Justice League: The New Frontier, regia di Dave Bullock (2008)
- Batman - Il cavaliere di Gotham (Batman: Gotham Knight), regia di Shōjirō Nishimi, Futoshi Higashide, Hiroshi Morioka, Yasuhiro Aoki, Yuichiro Hayashi, Toshiyuki Kubooka, Jong-Sik Nam (2008)
- Lanterna Verde - I cavalieri di smeraldo (Green Lantern: Emerald Knights), regia di Christopher Berkeley, Lauren Montgomery, Jay Oliva (2011)

#### Televisione
- Max Steel - serie animata, 4 episodi (2000-2001)
- Heavy Gear: The Animated Series - serie animata, 4 episodi (2001)
- Justice League - serie animata, 22 episodi (2001-2004)
- He-Man and the Masters of the Universe - serie animata, episodio 1x06 (2002)
- Teen Titans - serie animata, 4 episodi (2004)
- Justice League Unlimited - serie animata, 19 episodi (2004-2006)
- Legion of Super Heroes - serie animata, episodio 1x02 (2006)
- Avatar - La leggenda di Aang (Avatar: The Last Airbender) - serie animata, 12 episodi (2006-2008)
- The Spectacular Spider-Man - serie animata, 2 episodi (2008)
- Tron - La serie (Tron: Uprising) - serie animata, episodio 1x01 (2012)
- La leggenda di Korra (The Legend of Korra) - serie animata, 5 episodi (2012-2014)
- Voltron: Legendary Defender - serie animata, episodio 1x01 (2016)
- Invincible - serie animata, episodio 1x01 (2021)

##### Cortometraggi
- DC Showcase: The Spectre, regia di Joaquim Dos Santos (2010)
- DC Showcase: Jonah Hex, regia di Joaquim Dos Santos (2010)
- DC Showcase: Green Arrow, regia di Joaquim Dos Santos (2010)
- Superman/Shazam!: The Return of Black Adam, regia di Joaquim Dos Santos (2010)

### Doppiatore
- La leggenda di Korra (The Legend of Korra) - serie animata, episodio 1x05 (2012)